# Anthonotha wijmacampensis
Espèce
Anthonotha wijmacampensis Breteler est une espèce de plantes à fleurs de la famille des Fabacées et du genre Anthonotha. C'est un arbre endémique du Cameroun.

## Origine du nom
Le nom Anthonota wijmacampensis est une référence à Wijma, une société d'exploitation forestière au Cameroun.

## Description
C'est un grand arbre à feuilles caduques qui mesure environ 50 m de haut et dont le tronc peut atteindre 70 cm d'épaisseur. Son tronc est assez lisse et ses branches sont touffues. Les fleurs d'Anthonotha wijmacampensis poussent en grappes composites qui mesurent jusqu'à 3 cm de diamètre. Les fruits d'Anthonotha wijmacampensis sont des gousses d'environ 4 à 6 cm de haut avec une base arrondie et un sommet pointu.

## Distribution
Les plantes du genre Anthonota se trouvent dans les forêts tropicales d'Afrique de l'Ouest qui s'étendent de la Guinée au Congo. 
Endémique du Cameroun, relativement rare, Anthonota wijmacampensis a été observée dans les forêts du Sud, sur deux sites seulement, entre Ebolowa et Minkok, également à l'est de Djoum.